# Иван Павлов
Вижте пояснителната страница за други личности с името Иван Павлов.
 Иван Петрович Павлов (14 септември 1849 – 27 февруари 1936) е руски физиолог и психолог, академик на Петербургската академия на науките. Лауреат е на Нобеловата награда за медицина и физиология за 1904 г. за изследванията си върху храносмилателната система. Известен е като баща на учението за висшата нервна дейност и на руската физиологическа школа. Павлов е първият учен, който описва явлението, известно днес като условен рефлекс, и доказва биологичните основи на психичната дейност.

## Биография
Иван Павлов е роден в бедно семейство на свещеник в град Рязан. Той често помага на баща си в домакинската и градинска работа. Впоследствие придобитите дърводелски умения му помагат при конструиране на експерименталното оборудване, тъй като бедността, а понякога и нищетата, го съпровождат практически до получаването на професорската длъжност през 1890 г.
Иван Павлов завършва духовното училище, а след това и духовната семинария. След семинарията той кандидатства в Петербургския университет, за да изучава физиология. През 1870 г. става студент в природонаучното отделение на Физико-математическия факултет. Поради това, че е беден, се налага да подаде молба за освобождаването от таксата за обучение и за получаване на стипендия. Много скоро обикновената стипендия бива променена на императорска, за отлични знания и успехи в науката. Още като студент той прави няколко научни изследвания, които биват отбелязани със златен медал от Съвета на учените на университета.
През 1875 г. Павлов завършва с отличие университета и започва работа като асистент в катедра „Физиология“, а едновременно се записва в Медико-хирургическа академия. През 1883 г. той защитава със златен медал докторската дисертация по медицина. Въпреки това материалното му положение не става по-добро, тъй като влага всичките си средства в експериментите. Неговите ученици, знаейки за бедственото му материално положение, събират парир за да му помогнат, но с тях той купува храна за кучетата.
През 1901 г. е избран за член-кореспондент, а през 1907 г. – за действителен член на Петербургската академия на науките. През 1904 г. на Иван Павлов е присъдена Нобелова награда в областта на медицината за трудовете му по физиология на храносмилателните жлези. Това е първата Нобелова награда за Русия.
Павлов не се интересува от политика и не е взима никакво участие в Революционните митинги и събрания. Интересува го само науката. След Руската революция през 1917 г. Павлов рязко критикува новото правителство за товар че не му се дава възможност да работи в областта на науката. По директива на Ленин получава достъп до неограничени финансови ресурси. Построено е научно селище, където Павлов и неговите сътрудници развиват своята дейност в областта на физиологията.
През 1927 г. Павлов отново е номиниран за Нобеловата награда.
Академик Иван Павлов работи за науката до последния си дъх. Жизненият му път завършва през 1936 г. Умирайки от бронхопневмония, той диктува на асистентите си стъпка по стъпка етапите, през които минава умиращият организъм.